# Storbritanniens energiminister
Storbritanniens energiminister (engelska: Secretary of State for Energy) var en ministerpost i Storbritanniens regering mellan 1974 och 1992. Energiministern ledde Energidepartementet (Department of Energy). Ministerposten inrättades efter första oljekrisen 1973 genom att energifrågorna bröts ur handels- och industriministerns portfölj. I samband med privatiseringar av energisektorn 1992 återfördes energifrågorna till handels- och industriministern. 
En energi- och klimatförändringsminister (Secretary of State for Energy and Climate Change) var en ministerpost mellan 2008 och 2016. Ministern ledde det år 2008 inrättade och år 2016 avskaffade Department of Energy and Climate Change.     

## Ministrar
konservativ
      labour
      liberaldemokrat
| Energiministrar (1974–1992)                                                                            | Energiministrar (1974–1992) | Energiministrar (1974–1992) | Energiministrar (1974–1992) | Energiministrar (1974–1992) | Energiministrar (1974–1992) | Energiministrar (1974–1992) | Energiministrar (1974–1992) |
| Namn                                                                                                   | Namn                        | Namn                        | Period                      | Period                      | Politiskt parti             | Premiärminister             | Premiärminister             |
| --- | --------------------------- | --------------------------- | --------------------------- | --------------------------- | --------------------------- | --------------------------- | --------------------------- |
| | Lord Carrington             | Lord Carrington             | 8 januari 1974              | 4 mars 1974                 | Konservativa partiet        |                             | Edward Heath                |
| | Eric Varley                 | Eric Varley                 | 5 mars 1974                 | 10 juni 1975                | Labour                      |                             | Harold Wilson               |
| | Tony Benn                   | Tony Benn                   | 10 juni 1975                | 4 maj 1979                  | Labour                      |                             | Harold Wilson               |
| | Tony Benn                   | Tony Benn                   | 10 juni 1975                | 4 maj 1979                  | Labour                      | James Callaghan             |                             |
| | David Howell                | David Howell                | 5 maj 1979                  | 14 september 1981           | Konservativa partiet        |                             | Margaret Thatcher           |
| | Nigel Lawson                | Nigel Lawson                | 14 september 1981           | 11 juni 1983                | Konservativa partiet        |                             | Margaret Thatcher           |
| | Peter Walker                | Peter Walker                | 11 juni 1983                | 13 juni 1987                | Konservativa partiet        |                             | Margaret Thatcher           |
| | Cecil Parkinson             | Cecil Parkinson             | 13 juni 1987                | 24 juli 1989                | Konservativa partiet        |                             | Margaret Thatcher           |
| | John Wakeham                | John Wakeham                | 24 juli 1989                | 11 april 1992               | Konservativa partiet        |                             | Margaret Thatcher           |
| | John Wakeham                | John Wakeham                | 24 juli 1989                | 11 april 1992               | Konservativa partiet        | John Major                  |                             |
| Departementet avskaffades 1992. Funktionerna överfördes till Handels- och industridepartementet.       |                             |                             |                             |                             |                             |                             |                             |
| Energi- och klimatförändringsministrar (2008–2016)                                                     |                             |                             |                             |                             |                             |                             |                             |
| Namn                                                                                                   | Namn                        | Porträtt                    | Period                      | Period                      | Politiskt parti             | Premiärminister             | Premiärminister             |
| | Ed Miliband                 |                             | 3 oktober 2008              | 11 maj 2010                 | Labour                      |                             | Gordon Brown                |
| | Chris Huhne                 |                             | 12 maj 2010                 | 3 februari 2012             | Liberaldemokraterna         |                             | David Cameron (koalition)   |
| | Edward Davey                |                             | 3 februari 2012             | 8 maj 2015                  | Liberaldemokraterna         |                             | David Cameron (koalition)   |
| | Amber Rudd                  |                             | 11 maj 2015                 | 13 juli 2016                | Konservativa partiet        |                             | David Cameron (II)          |
| Departementet avskaffades 2016 och införlivades i det nya Närings-, energi- och industridepartementet. |                             |                             |                             |                             |                             |                             |                             |